# Seth Meyers
Pour les articles homonymes, voir Meyers.
Seth Meyers, né le 28 décembre 1973 à Evanston (Illinois), est un humoriste, acteur et animateur de télévision américain, présentateur du talk-show Late Night with Seth Meyers depuis le 24 février 2014.

## Biographie
Membre à partir de 2001 de l'équipe du Saturday Night Live sur NBC, il y est auteur des textes, et anime au sein de l'émission la parodie de journal télévisé Weekend Update. Gagnant en popularité, il est l'artiste d'honneur au gala annuel de l'Association des correspondants accrédités à la Maison Blanche de 2011.
En 2013, Seth Meyers est nommé pour remplacer Jimmy Fallon dans l'émission Late Night, lui-même allant remplacer Jay Leno au Tonight Show. Il quitte donc l'émission Saturday Night Live et obtient une émission à son nom : Late Night with Seth Meyers.
Frère aîné de Josh Meyers, il épouse le 1er septembre 2013 Alexi Ashe, avocate. Ensemble, ils ont deux garçons, nés le 27 mars 2016 et le 8 avril 2018 et une fille née en septembre 2021. 

## Filmographie
- 2006 : Spring Breakdown : William
- 2006 : American Dreamz : Chet Krogl
- 2008 : Voyage au centre de la Terre (film)  : Alan Kitzens
- 2011 : Mais comment font les femmes ? : Chris Bunce
- 2011 : Happy New Year (New Year's Eve) : Griffin Byrne
- 2012 : The Mindy Project : Matt
- 2016 : The Mindy Project : lui-même
- 2016 : This Is Us : lui-même